# Henkeput

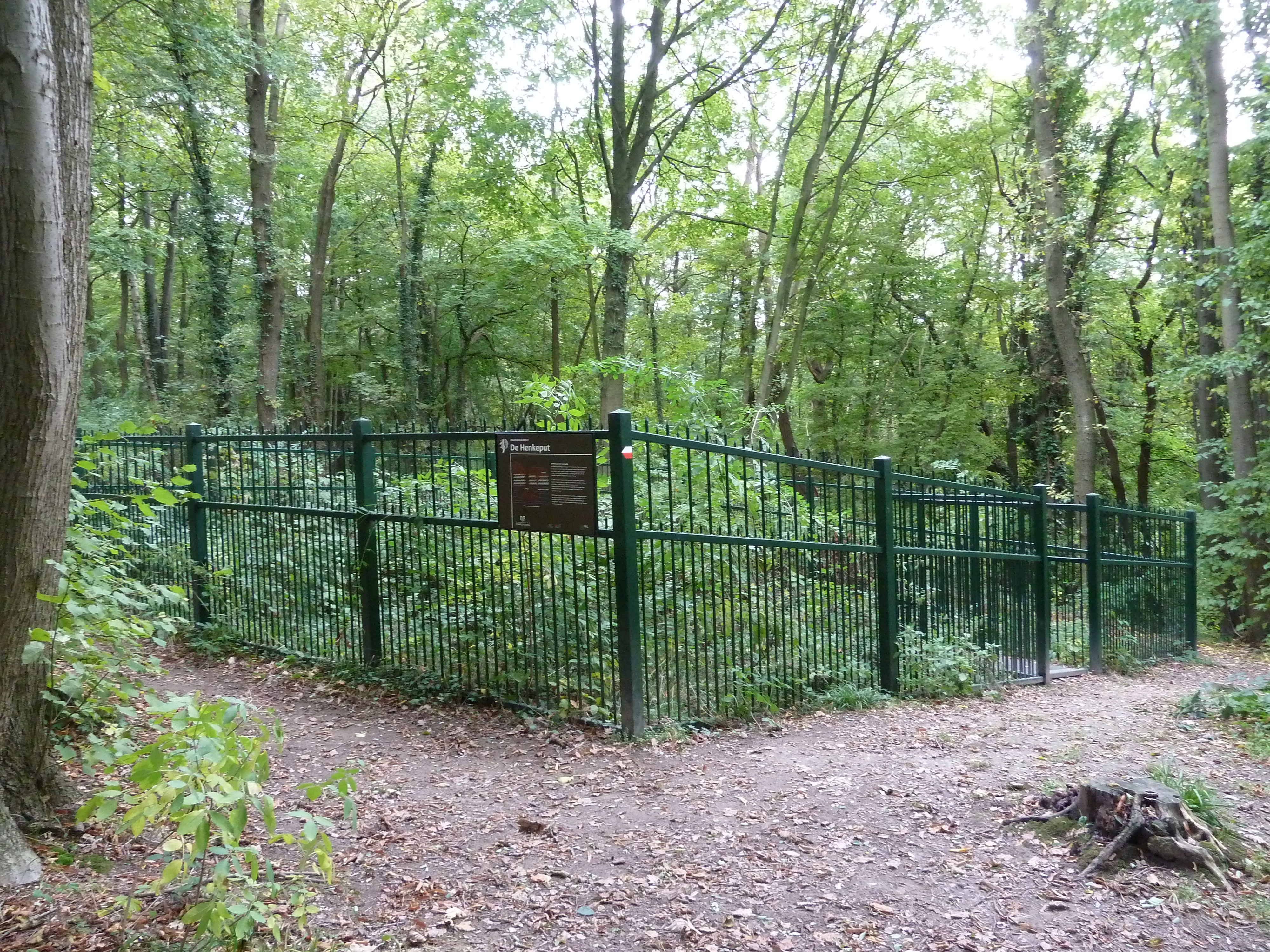
De Henkeput in oktober 2010

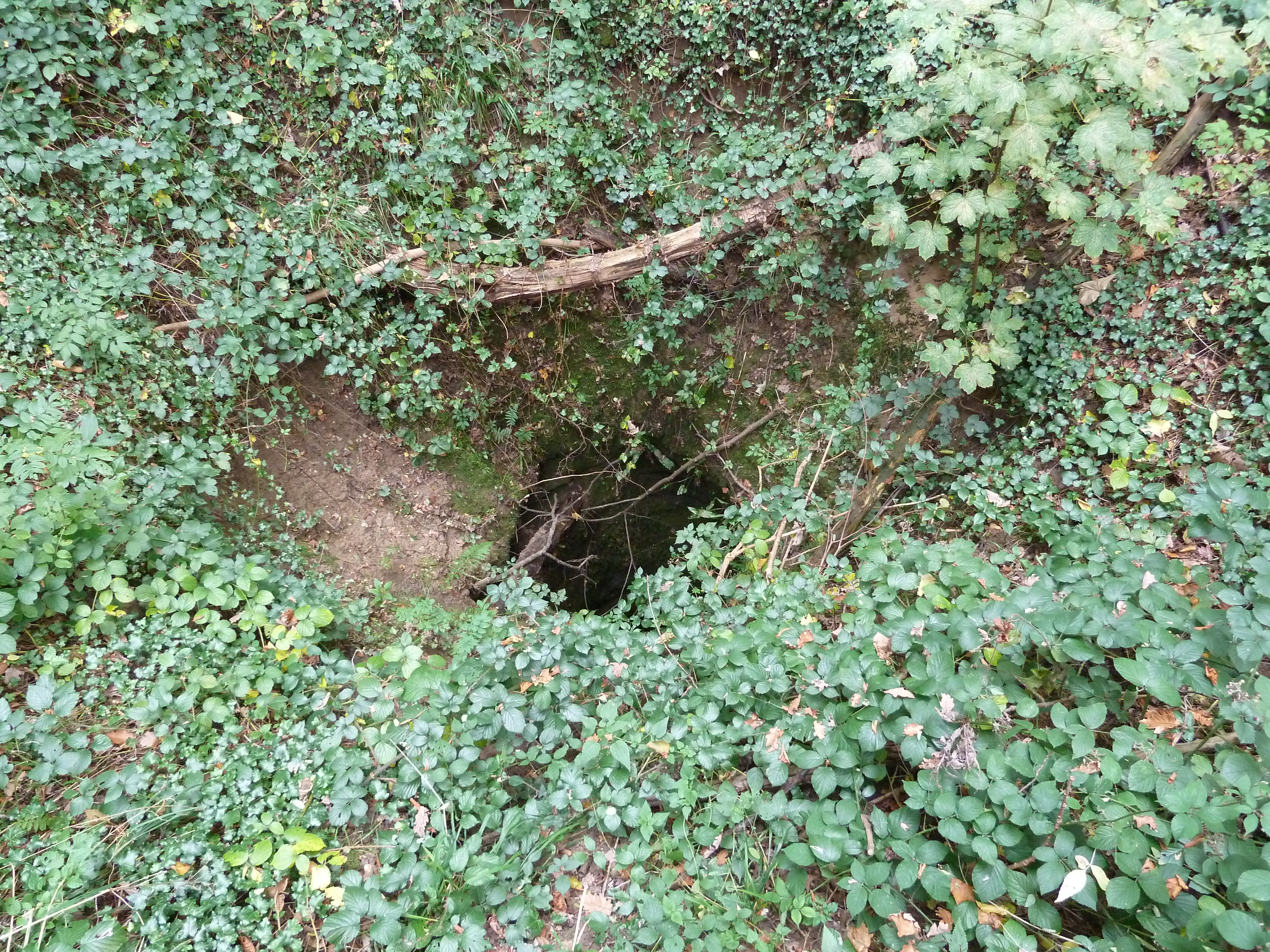
De schacht

De Henkeput is een ongeveer 12 m diep zinkgat in het Savelsbos in de buurt van het dorpje Rijckholt, in de Nederlands Zuid-Limburgse gemeente Eijsden-Margraten. Het gat bestaat uit een open trechtervormige kuil die overgaat in een cilindrische schacht. De schacht geeft toegang tot een koepelvormige ruimte. Ten zuiden van de Henkeput liggen in hetzelfde bos in de buurt van de put een abri die de Schone Grub of Abri van Rijckholt wordt genoemd, de vuursteenmijntjes Schone Grub en de Vuursteenmijnen van Rijckholt. De put is gelegen op de helling van het plateau van Margraten.

## Algemeen
In het verleden zijn door diverse onderzoekers ideeën geuit over de oorsprong van de put. In het verleden is geopperd dat het mogelijk een geologische orgelpijp is geweest die beneden gedeeltelijk door mensenhanden uitgebreid is. Anderen hebben verondersteld dat het een vuursteenmijn zou betreffen, maar uit onderzoek is gebleken dat de vuursteenlagen kwalitatief slecht zijn. Daarom denken deskundigen dat de put een kalkmijn is, waarbij de kalksteen gewonnen is voor bijvoorbeeld het mergelen van het land. Als bouwsteen zou de mergel uit de put niet geschikt zijn.
In de nabijheid van de Henkeput bevindt zich ook een open groeve, de abri. Deze zou gebruikt zijn voor de winning van kalksteen.
De ouderdom van de put is moeilijk vast te stellen. Op basis van de vondsten van onder andere Romeinse scherven, veronderstelt men dat de put zeker van Romeinse ouderdom is. Tevens blijft het mogelijk dat de mijn al van prehistorische ouderdom is.
Op de bodem van de put bevindt zich een puinkegel, gevormd als gevolg van het invallen van materiaal van boven. De kegel is onderzocht en bestaat uit löss, mergelbrokken, zwarte vuursteen, deels vergaan plantaardig materiaal, dierlijke skeletresten en menselijke overblijfselen. De resten van dieren kunnen deels afkomstig zijn van kadavers die in de put geworpen zijn, maar zijn deels ook de restanten van dieren die in de put gevallen waren en daar niet meer uit konden komen.
De koepelvormige ruimte lijkt te zijn uitgehakt en heeft een groot aantal nissen langs de wanden.

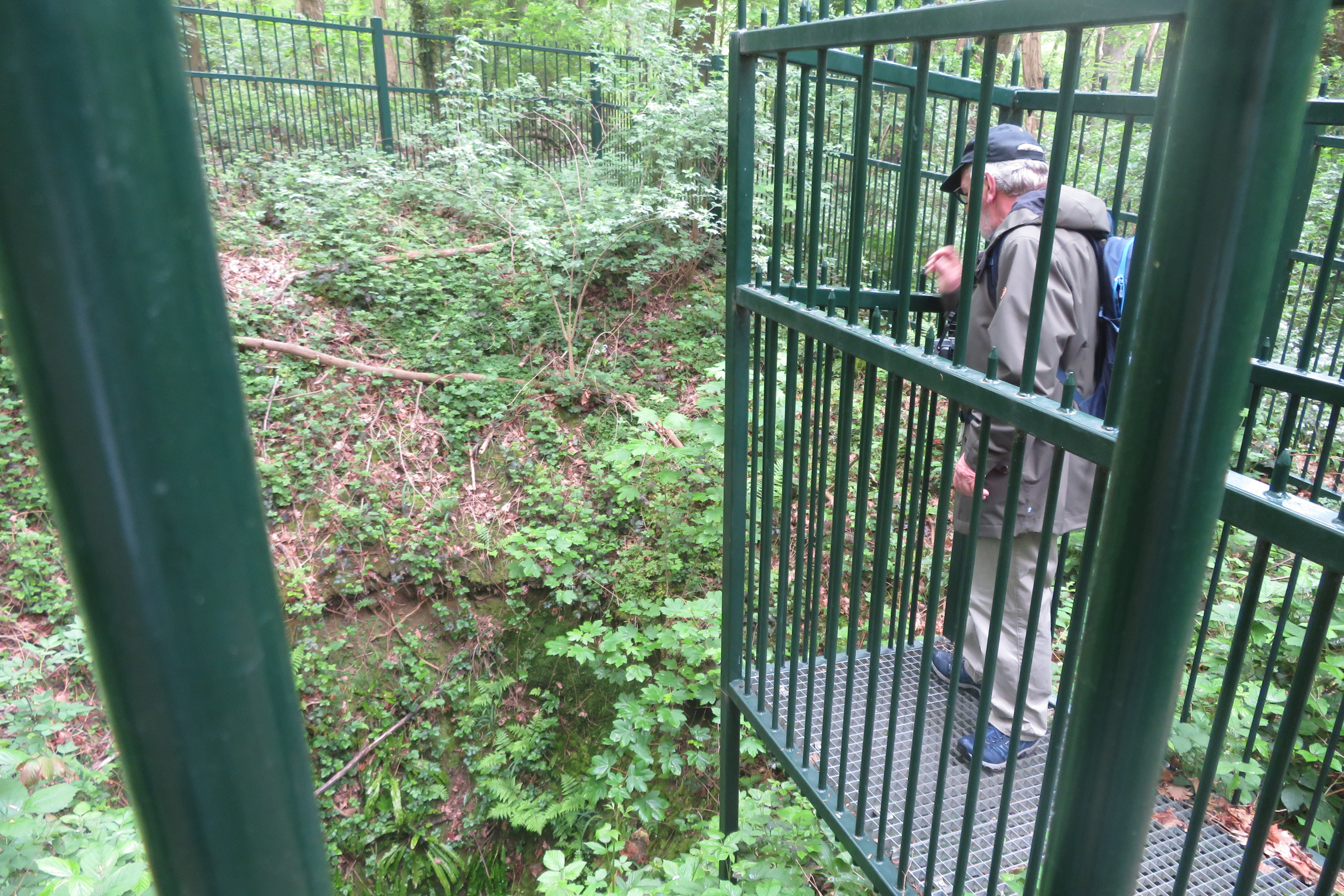
Vanuit de inloopopening is de schacht in de diepte te zien

Tot 2008 was de Henkeput afgezet met rasterhekwerk om gevaarlijke situaties te voorkomen. Men heeft dat jaar het oude hekwerk verwijderd en vervangen door een stevig ijzeren hekwerk in het kader van "Platteland in Uitvoering", met financiële steun van de Provincie Limburg en de Gemeente Margraten. Dit gebeurde in samenwerking met de Stichting Instandhouding Kleine Landschapselementen (IKL) waarmee een herstelproject gestart is. Het nieuwe hekwerk is voorzien van een inloopopening, zodat bezoekers goed van bovenaf de schacht recht naar beneden de diepte in kunnen kijken. De put zelf is niet toegankelijk.
De Henkeput is een archeologisch monument.

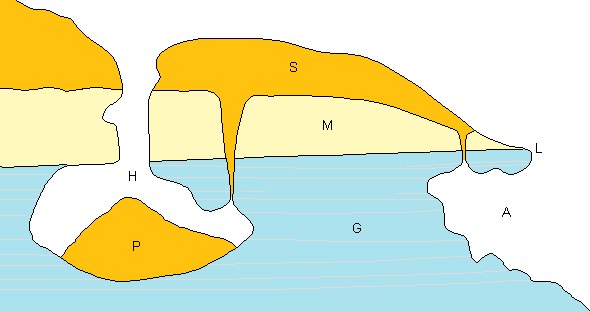
H. Henkeput, A. abri, P. puinkegel, S. Laagpakket van St. Geertruid, M. Formatie van Maastricht, G. Formatie van Gulpen/Kalksteen van Lanaye, L. Lichtenberg Horizont. Afbeelding is ongeveer 40 m lang.

## Afmetingen
De Henkeput bestaat uit een trechtervormige kuil, die overgaat in een cilindrische schacht, die weer uitkomt in een koepelvormige ruimte met een vlakke bodem. De koepelvormige ruimte lijkt te zijn uitgegraven in de mergel gezien de haksporen in de wand.
Van oorsprong zal de schacht een opening gehad hebben van rond de 175 centimeter in doorsnee. Later is door het instorten van een deel van de schachtwand aan de bovenzijde een trechtervorm ontstaan. Thans heeft de trechtervormige kuil een bovenwijdte van ongeveer acht meter en is het trechtervormige gedeelte ongeveer drie meter diep.
De schacht zelf is 150 centimeter in doorsnee.
De koepelvormige ruimte onder de schacht heeft een doorsnede van 12 meter.
De totale diepte is ongeveer 12 meter.

## Onderzoek
In 1887 werd de Henkeput door Casimir Ubaghs voor het eerst in de literatuur beschreven. In 1886 onderzocht hij de put, samen met Eugène Dubois en Graaf de Geloes. Ze troffen op de bodem van de put een puinkegel aan, die ze onderzochten. Ze troffen hierin vele botten van mensen en dieren aan, waaronder van vossen, honden, schapen, koeien, paarden en herten. Op basis van de gevonden botten werd het aantal menselijke individuen waarvan de botten afkomstig zijn op ongeveer honderd geschat. Ook vond men Romeins aardewerk, werden er haksporen aangetroffen op de wanden en vond men een blok kalksteen met vuursteenknollen.
In 1923 werd de Henkeput en de abri onderzocht door Albert van Giffen en v.d. Sleen. Krassen op de wand werden geïnterpreteerd als krassporen en vergeleken met krab/haksporen nabij het "Groot Atelier" in de vuursteenmijn. Van Giffen veronderstelde dat de Henkeput geen natuurlijke orgelpijp betreft, maar een mijn. Verder constateerden ze dat de put in verbinding stond met de abri tijdens een rookproef.
In de periode 1928-1932 hebben de Franse paters Dominicanen uit het klooster O.L. Vrouw Onbevlekt Ontvangen te Rijckholt bij de Henkeput en de Schone Grub gegraven. De collectie aan vondsten is deels verspreid en deels verloren gegaan.
In 1961 werd er onderzoek verricht door H. Schroevers-Kommandeur en S. de Jager van het Zoölogisch Museum (Amsterdam) en het RijksInstituut voor Veldbiologisch Onderzoek ten behoeve van het Natuurbehoud (RIVON te Zeist, deze organisatie is in 1969 opgegaan in het Rijksinstituut voor Natuurbeheer, een van de voorlopers van Alterra). De onderzoekers vonden dierlijke resten en menselijke overblijfselen.  De bodem van de put en van de vloer van de abri bleken met de hoogtemeting op hetzelfde niveau te liggen, beide op 72 meter boven N.A.P., en de Schone Grub 17 meter dieper.
In 1981 werd er door Staatsbosbeheer een onderzoek ingesteld naar de aanwezigheid van vleermuizen. Ook werd er een geologisch profiel opgesteld door de Rijks Geologische Dienst en het Natuurhistorisch Museum in Maastricht. Wederom werden er duidelijke haksporen aangetroffen die er hetzelfde uitzagen als in de prehistorische vuursteenmijn. Men concludeerde dat de put een door mensen gemaakte ruimte betrof. Verder stelde men vast dat de vuursteenlagen in de put van slechte kwaliteit zijn, omdat slechts kleine grillige vuurstenen te vinden zijn. De conclusie was dat de put zeker geen vuursteenmijn is geweest.